# Trichoplusia hemichalcea
Trichoplusia hemichalcea är en fjärilsart som beskrevs av George Francis Hampson 1913. Trichoplusia hemichalcea ingår i släktet Trichoplusia och familjen nattflyn. Inga underarter finns listade i Catalogue of Life.